# Jízdní zarážka

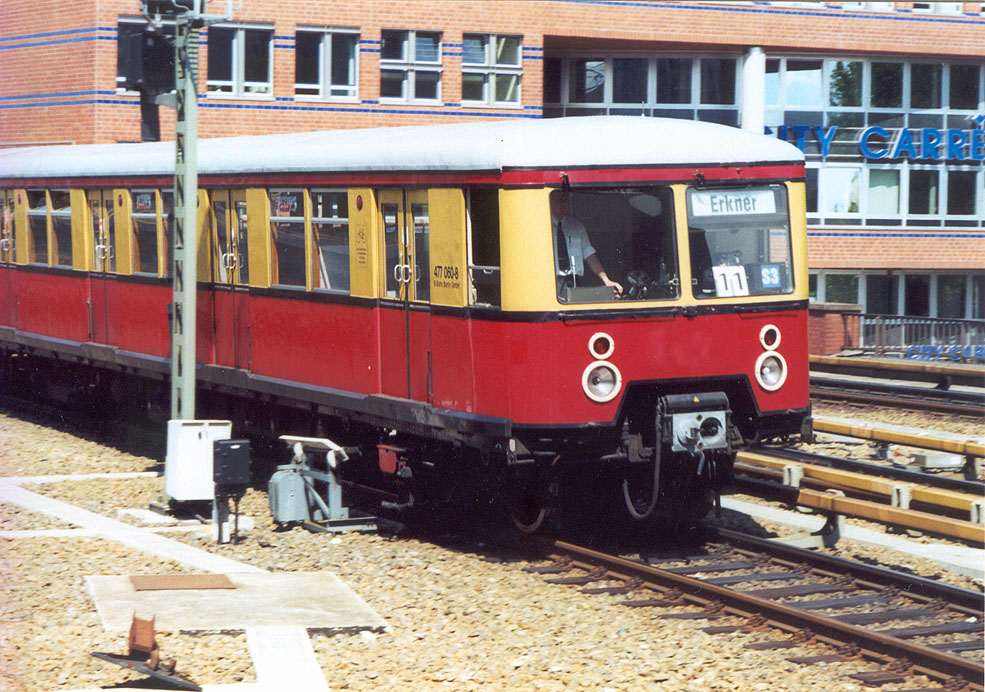
Jízdní zarážka v odklopené poloze - Berlin Ostbahnhof 2000. Těsně u pravého konce zarážky je vidět páka ventilu brzdy.

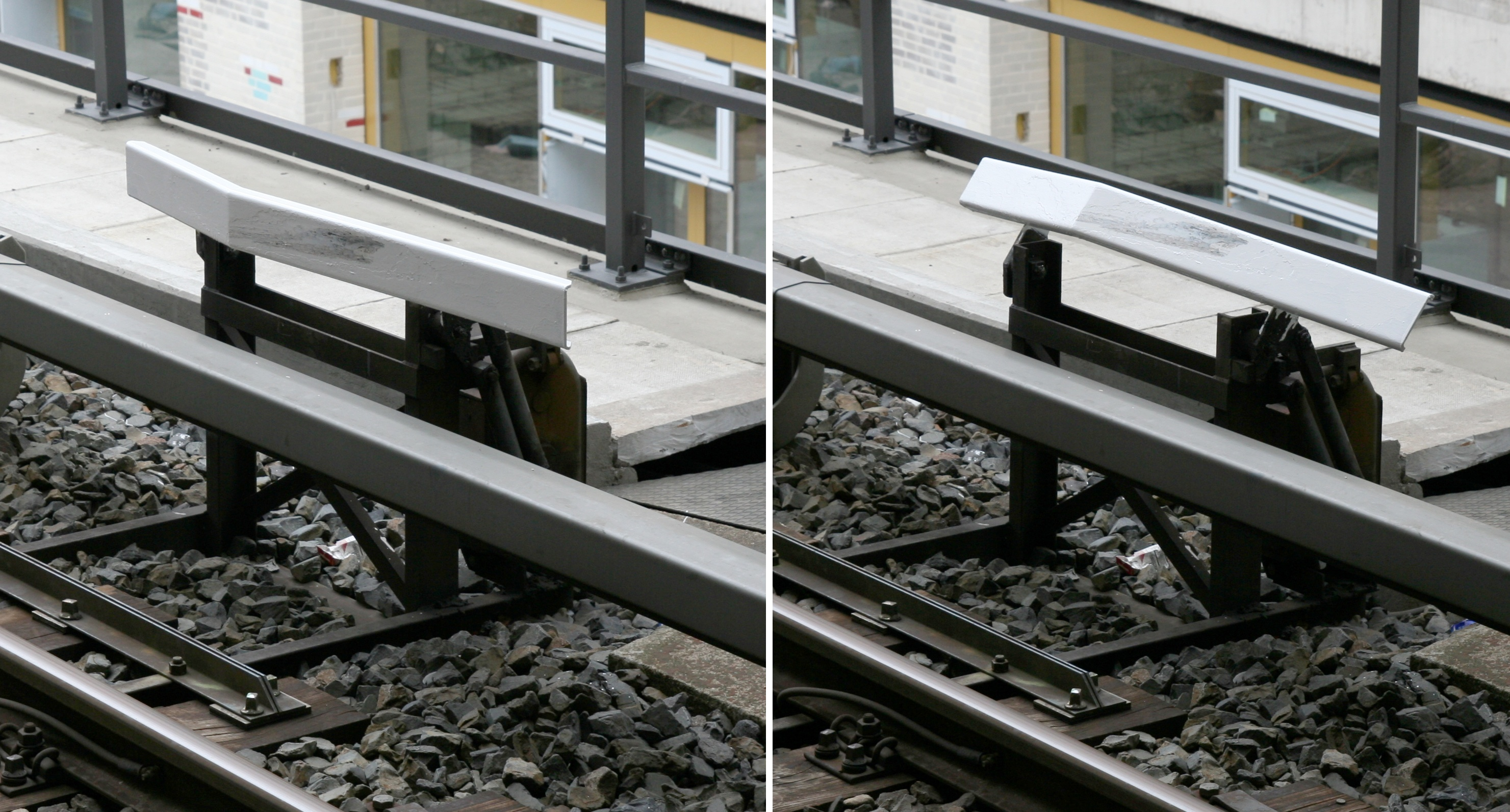
Detailní pohled - vlevo návěstidlo v poloze stůj, vpravo volno

Jízdní zarážka je vlakové zabezpečovací zařízení, které přímo způsobí otevření ventilu brzdového potrubí.

## Vývoj
Zařízení s mechanickým kontaktem mezi vozidlem a traťovou částí byla prvními vlakovými zabezpečovacími zařízeními na železnici. Již v roce 1840 lokomotivní konstruktér Edward Bury experimentoval se systémem, kdy páka v úrovni koleje spojená s návěstidlem spustila lokomotivní píšťalu a rozsvítila červené světlo v budce strojvedoucího. O deset let později plukovník William Yolland z železniční inspekce volal po systému, který nejen upozorní strojvedoucího, ale i samočinně zastaví vlak při projetí návěsti stůj. Žádné uspokojivé řešení však nebylo nalezeno.
V roce 1873 byl ve Velké Británii pod číslem 3286 patentován systém Davidsona a Williamse, který pracoval taktéž na mechanickém principu – páka v úrovni koleje spustila lokomotivní píšťalu, uzavřela přívod páry, spustila brzdu a upozornila posádku. Následovala celá řada podobných patentů, avšak všechna řešení měla jednu společnou nevýhodu – nebezpečí poškození mechanismu při vyšších rychlostech. K jejich rozšíření nedošlo. V Německu použitý Koflerův systém měl dvě ramena umístěná na návěstních lávkách, jedno pro výstrahu a druhé pro stůj. Tato ramena přicházela do kontaktu s pákami na střeše lokomotivy. Podobné zařízení donedávna používala berlínská podzemní dráha na malém profilu.
Při elektrizaci berlínského S-Bahnu v roce 1929 byl zaveden podobný zabezpečovací systém s pákou umístěnou na podvozku. Na rozdíl od tratí pojížděných vozidly poměrně vysokými rychlostmi zde, na tratích s velkou hustotou provozu, nižšími rychlostmi a krátkými mezistaničními vzdálenostmi tento systém naprosto vyhovoval. S tímto zabezpečením dokázal berlínský S-Bahn během Olympijských her v roce 1936 zajistit bezpečný provoz s intervalem až 90 s. Teprve od roku 2000 je zkoušen a od roku 2007 zaváděn nový zabezpečovací systém na bázi ETCS, který jízdní zarážky nahradí.
Výhodou tohoto systému je velmi jednoduché provedení, lehce překonatelné v případě poruchy. Nevýhodou je příliš velká vzdálenost potřebná mezi návěstidlem (závorou) a obsazeným úsekem. Tato vzdálenost musí odpovídat zábrzdné vzdálenosti. Proto další vývoj pokračoval k zabezpečovacím systémům na principu elektromagnetického přenosu, které kontrolují rychlost vlaku již v dostatečné vzdálenosti před návěstidlem zakazujícím jízdu a v případě potřeby zaúčinkují tak, že vlak zastaví již před tímto návěstidlem, popřípadě v krátkém úseku za ním (Indusi).

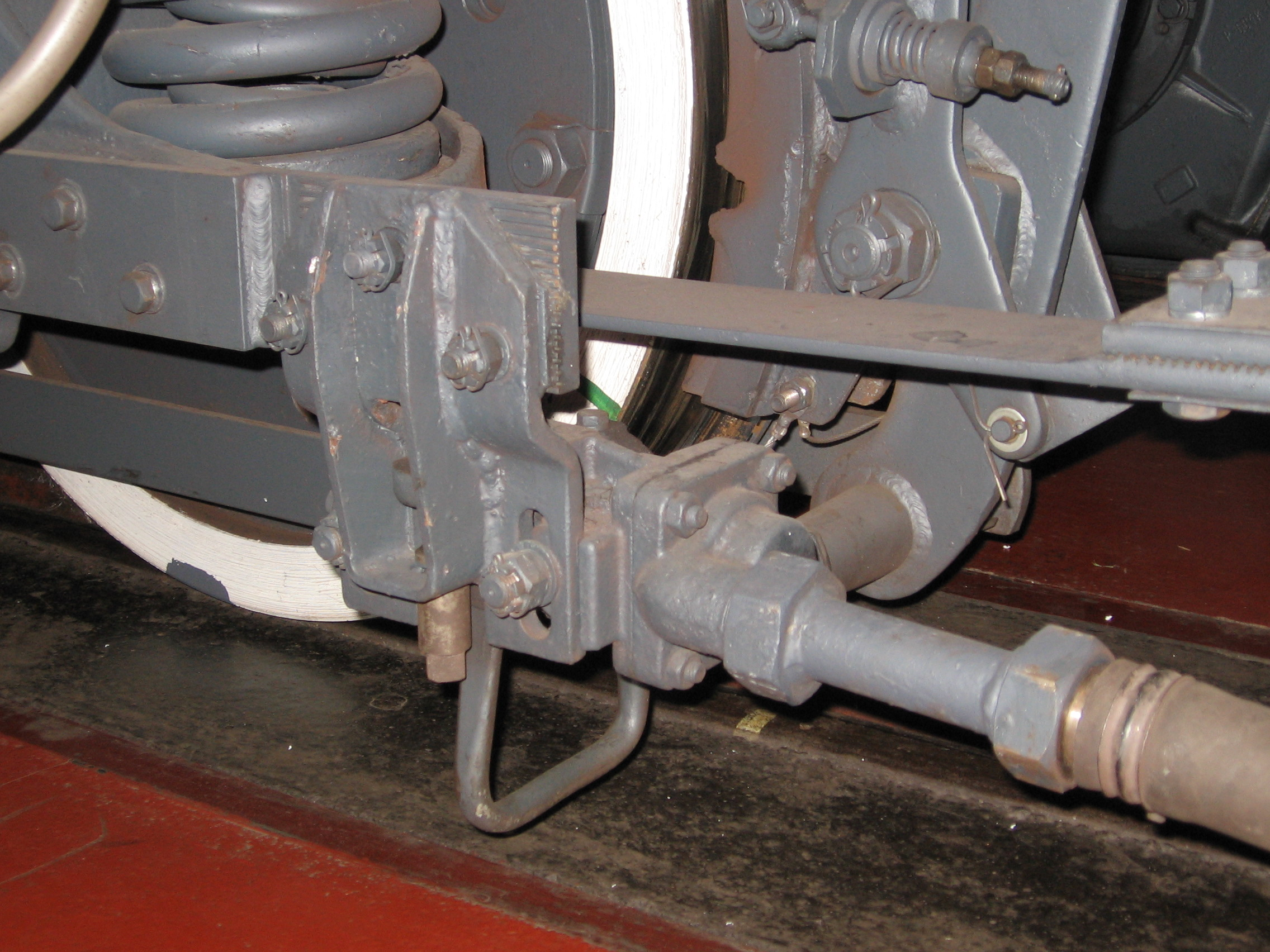
Bezpečnostní ventil na podvozku vozu metra

## Vozidlová část
Na brzdovém potrubí, obvykle na podvozku, je umístěn ventil, jehož ovládací páka zasahuje mimo stanovený obrys pro vozidla. Pokud páka v uvažovaném směru jízdy zachytí o překážku, otevře se ventil a dojde k rychločinnému zabrzdění vlaku. Pro sílu působící v opačném směru je páka uložena pružně, takže se sklopí a k otevření ventilu nedojde. Nově se také používá namísto ventilu elektrický spínač, který dá signál k nouzovému brzdění do řídícího systému vozidla (vlaku).

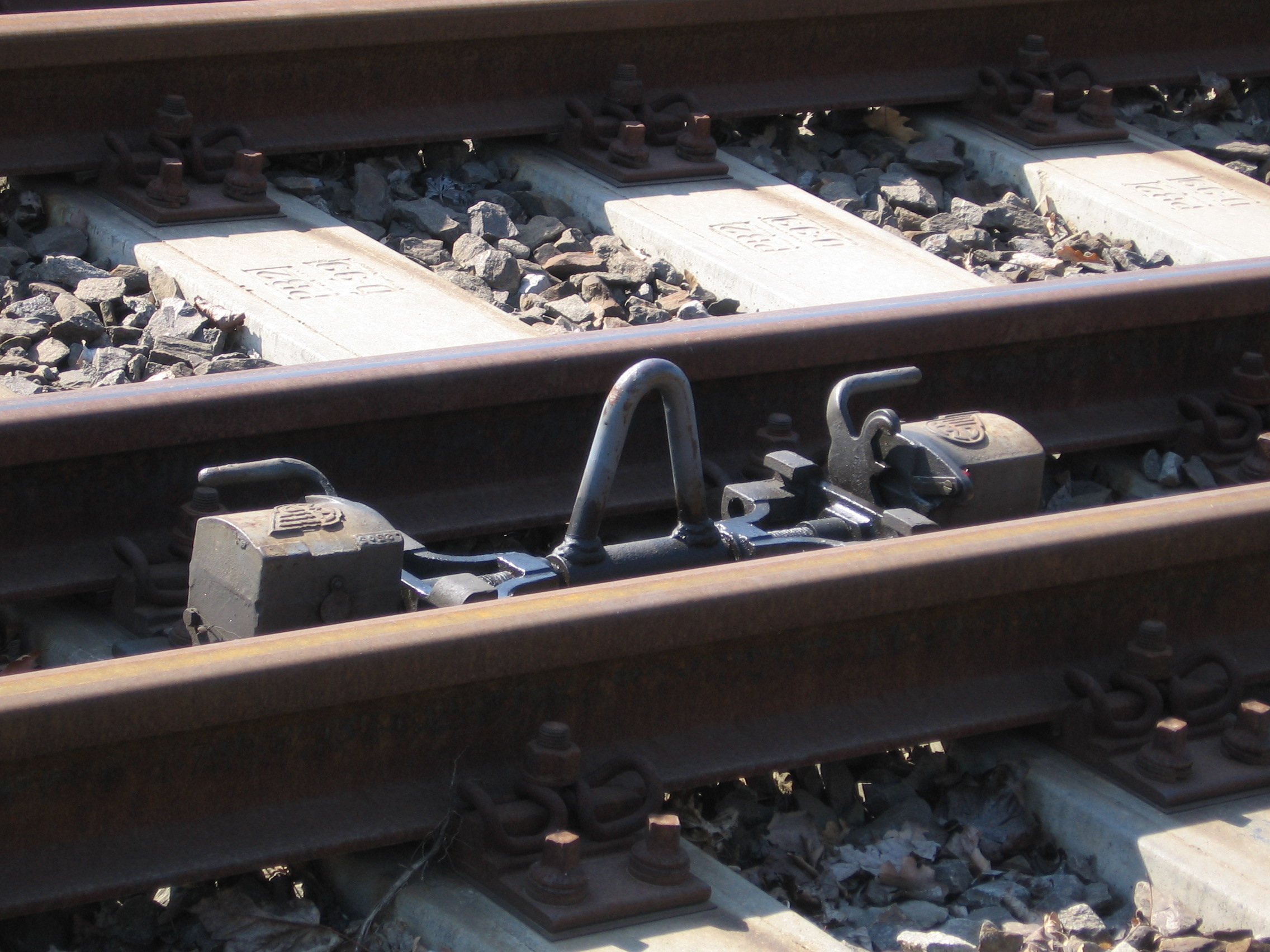
Skoba autostopu na koleji mezi krčským nádražím a depem Kačerov

## Traťová část
Traťovou část tvoří obvykle motoricky ovládaná překážka, která v případě návěsti stůj zasahuje do průjezdného průřezu tak, aby došlo ke kolizi s pákou ventilu na vozidle. Provedení této zarážky (a tomu odpovídající umístění ventilu na vozidle) bývá různé. Berlínská podzemní dráha používala na malém profilu zarážku vzdáleně připomínající mechanické návěstidlo nad střechou vozidla. Na velkém profilu zase zarážku podobnou houbě vně koleje. S-bahn používá zarážky v podobě lišty ve tvaru široce rozevřeného V umístěné vodorovně nad napájecí kolejnicí.
Poněkud jiným způsobem používá jízdní zarážky pražské metro (a pravděpodobně i další metra se sovětskými vozidly). Mají také tvar houby a jsou umístěné vně koleje jako v Berlíně, ale jsou buď pevné (na koncích kolejí), anebo uložené kyvadlově se závažím ve spodní části. Tyto závory jsou osazovány v místech, kde je nejvyšší rychlost omezena na 20 km/h (např. obratiště) a kontrolují tak rychlost vjíždějících souprav. V Praze se nazývají autostop (někdy skoba autostopu) pevný a autostop inerční.